# Heinrich Wogenap
Heinrich Wogenap (auch Heinrich II. Wogenap) († 9. April 1334) war 1329–1334 Bischof von Ermland.

## Leben
Heinrich entstammte wahrscheinlich einer bürgerlichen Familie aus Elbing, wobei der Name vom Gut Wogenap abgeleitet sein soll, das an der Mündung des Elbing lag. Es ist nicht bekannt, wo er den Abschluss eines Magisters erwarb und wann er zum Priester geweiht wurde. Erstmals urkundlich belegt ist für Ende 1305 als Domherr von Ermland, wo er 1317–1320 Domkustos und 1328–1329 Dompropst war. 
Nach dem Tod des Bischofs Jordan von Ermland wurde er 1329 zu dessen Nachfolger gewählt. Da Ermland ein Suffragan von Riga war, bedurfte er der Bestätigung durch dortigen Bischof Friedrich von Pernstein, der sie ihm jedoch verweigerte. Deshalb begab er sich auf den päpstlichen Hof nach Avignon, wo ihm vor dem 4. August 1329 das Bistum Ermland von Papst Johannes XXII. verliehen wurde. Die Bischofsweihe erteilte ihm in Avignon der Kardinalbischof von Palestrina, Petrus Després. Noch vor der Rückkehr nach Ermland erlangte er im November 1329 einen päpstlichen Ablass, mit dem der Bau des Frauenburger Domes gefördert werden sollte.
In seinem Bistum ist er erstmals am 26. Dezember 1329 belegt, als er der Stadt Guttstadt eine Handfeste verlieh. Mit Unterstützung seines Vogtes Heinrich von Lauter förderte er die Kolonisation seines Bistumslandes und errichtete neue Kirchen, z. B. die Pfarrkirche von Guttstadt. Zum Deutschen Orden unterhielt er enge Beziehungen. Er starb am 9. April 1334 und wurde im Dom zu Frauenburg beigesetzt.